# Lamas (Perú)

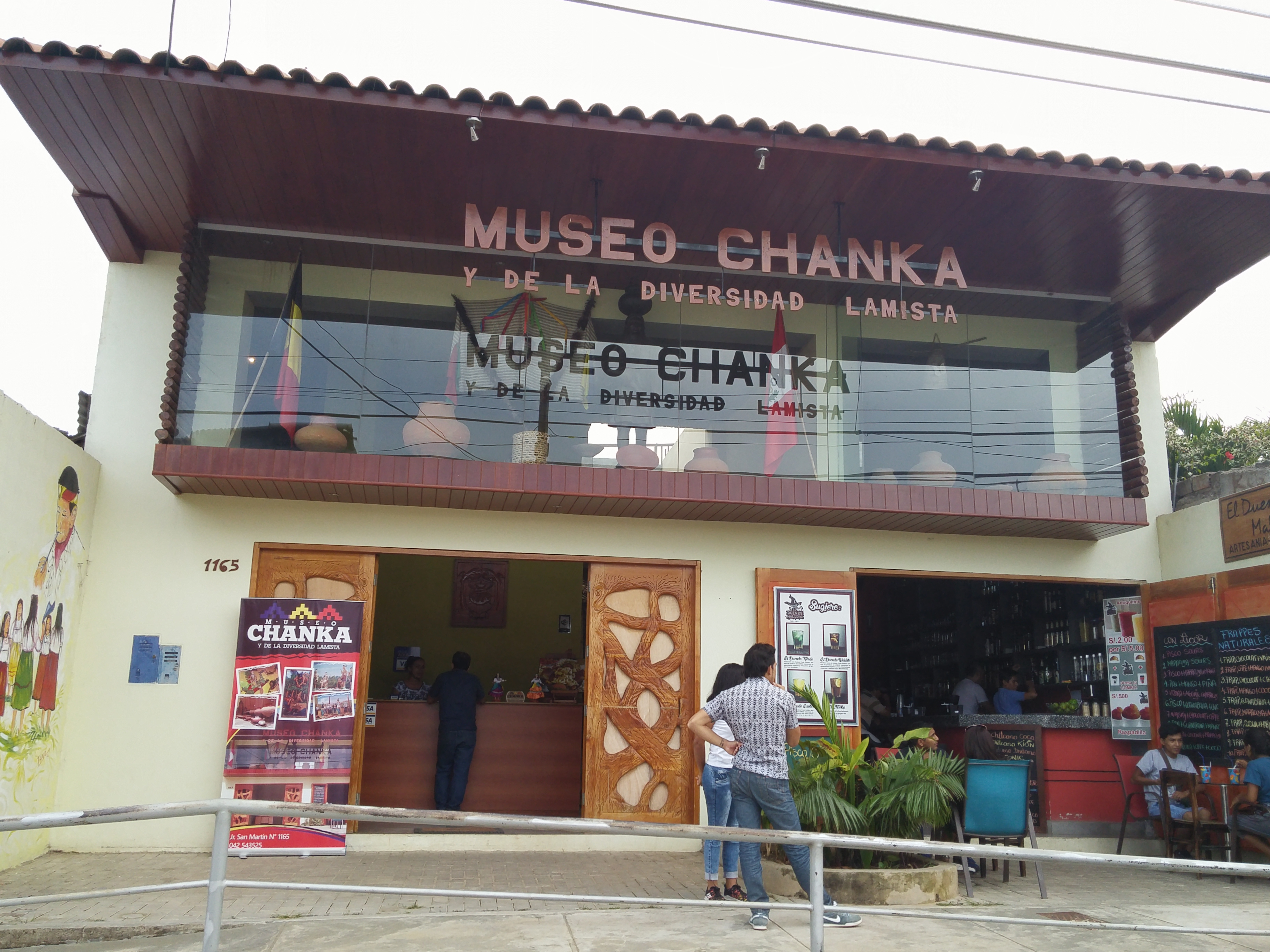
Museo Chanka y de la Diversidad Lamista

Lamas es una ciudad peruana, capital del distrito y de la provincia homónimos en el departamento de San Martín. Está ubicada entre los 310 y los 920 m s. n. m., por lo que es llamada la "Ciudad de los tres pisos naturales". También es conocida como "Capital folclórica de la Amazonia peruana".
Está rodeada por el parque nacional de la Cordillera Azul. Las lagunas y cascadas son parte importante de su entorno natural. Entre la población lamista se encuentran comunidades quechuahablantes descendientes principalmente de los pocras y de los hanan chancas.

## Historia

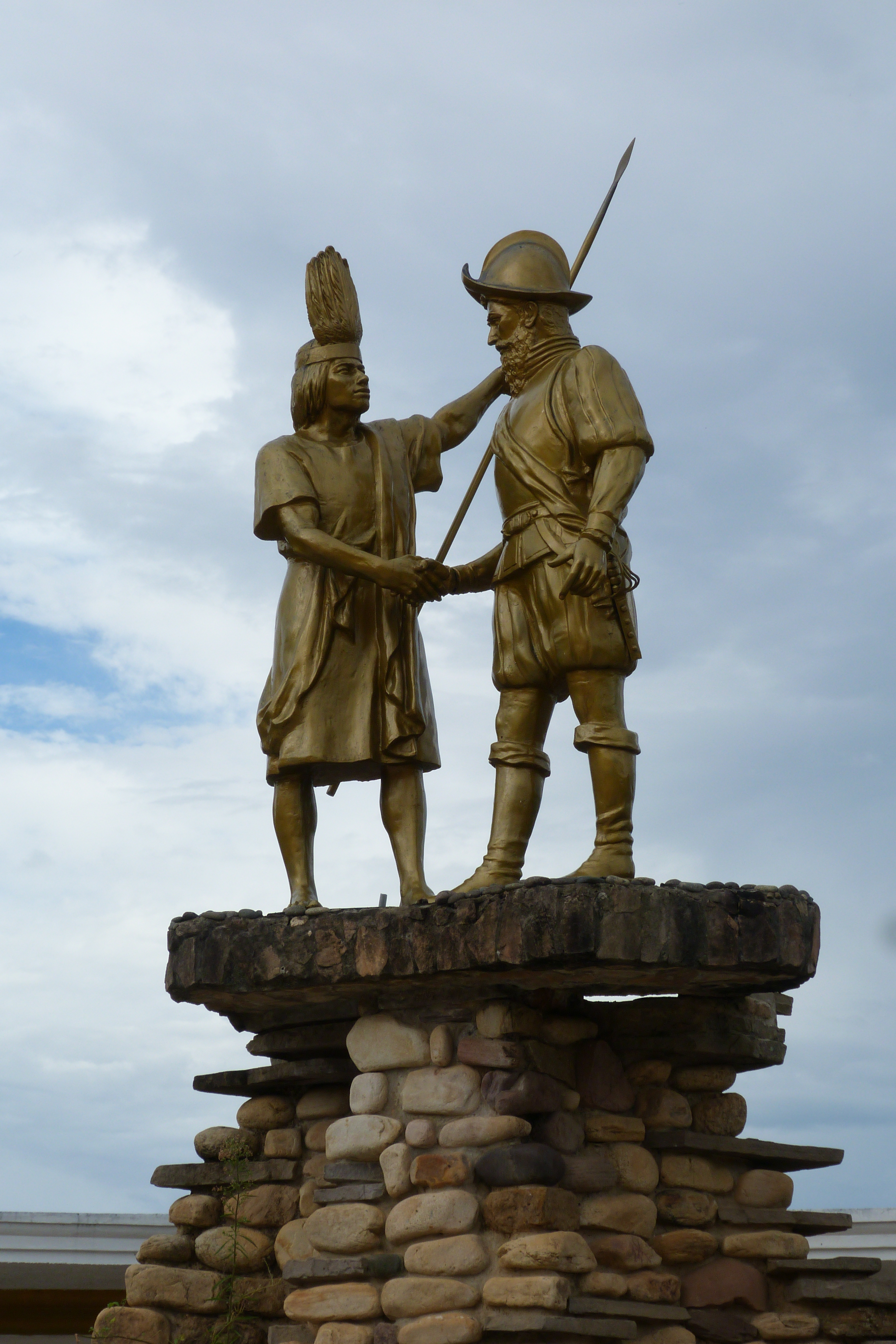

Lamas es una de las ciudades más antiguas del oriente peruano, su población data de tiempos inmemoriales empezando con los primeros pobladores primitivos que llegaron en oleadas migratorias establecidos en varios lugares de lo que hoy es San Martín, entre los grupos étnicos que abarcaron esta parte de la selva están los caribes, los tupí-guaraníes y los arahuacos. Dichos grupos se adaptaron a su nueva forma de vida y esto se aprecia en los diferentes tipos de manifestaciones culturales encontradas y conservadas en la actualidad.
Lamas registra en su historia haber sido conquistada dos veces. La primera fue por los aguerridos Pocras y el grupo de los Chankas, quienes al ser derrotados en la batalla de Yahuarpampa por las tropas del Inca Pachacútec en 1438 y conquistados sus territorios originarios como Ayacucho, abandonaron su territorio y se internaron en la selva pasando por varios pueblos o clanes familiares diseminados por estas zonas a quienes se sometieron con facilidad. En su trayectoria encontraron una zona propicia para ubicarse, la colina donde hoy se ubica la ciudad de Lamas. El general Ankoallo, líder de los Chancas es considerado como fundador étnico del pueblo de Lamas que posteriormente fue capital de la comunidad.
La segunda conquista del pueblo se dio en 1650 cuando hacen su aparición un grupo de evangelizadores españoles los cuales se mezclaron con los pobladores y como símbolo de alianza fundan la ciudad de Lamas el 10 de octubre de 1656 con el nombre de "La ciudad del Triunfo de la Santísima Cruz de los Motilones de Lamas". Las tropas españolas fueron comandadas por el hidalgo cántabro Martín de la Riva-Herrera y Riva. El nombre de "motilones" viene por una confusión de los conquistadores españoles al igualar a los nativos de Lamas con los nativos motilones de algunas regiones selváticas de Colombia.

## Capital folklórica

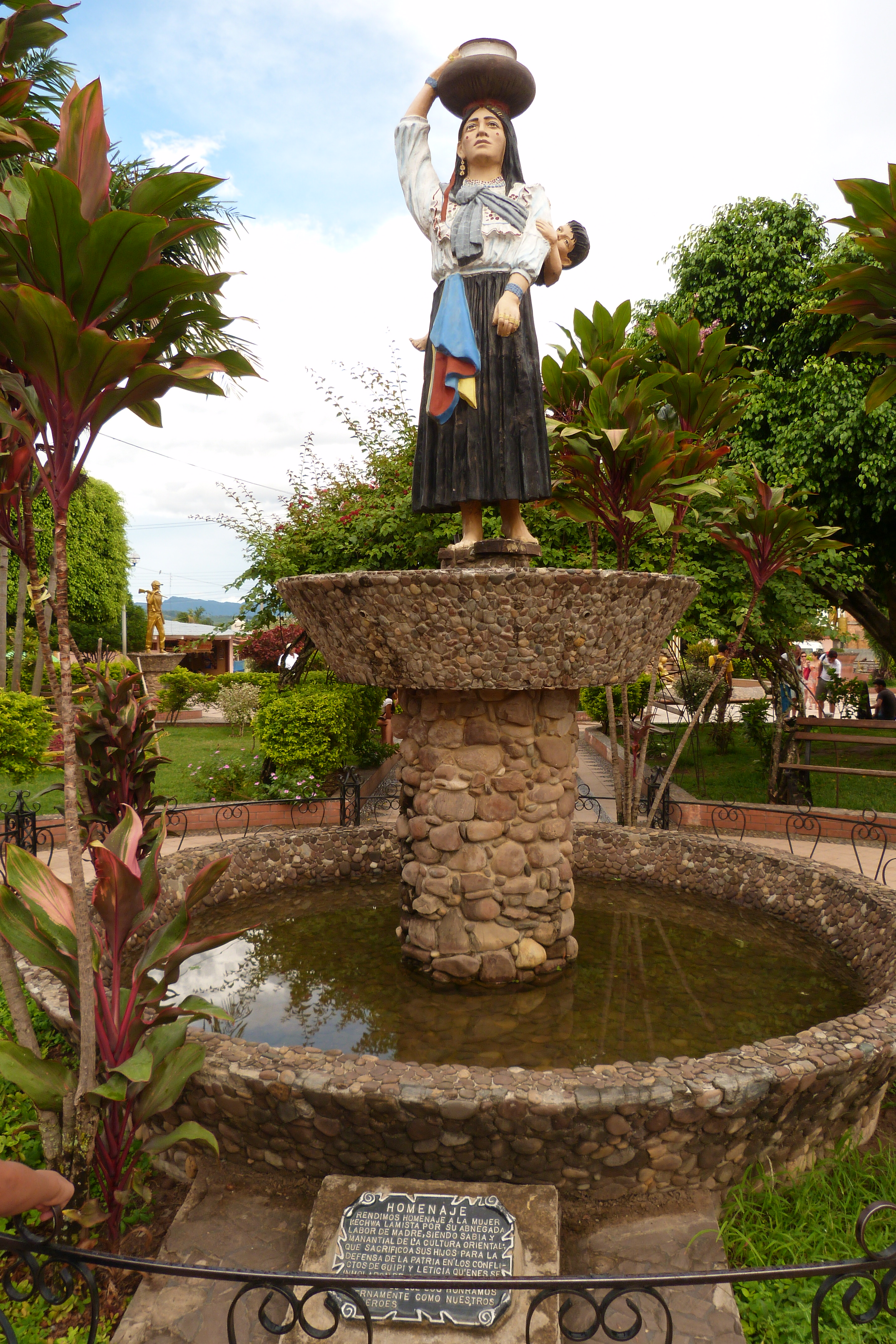

Lamas fue declarada y reconocida como Capital Folklórica de la Región mediante ordenanza regional N.º 17-2003 GRSM/CR el 6 de noviembre del 2003 por decisión del Consejo Regional de San Martín, en reconocimiento a la contribución significativa que hacen a la historia nacional y regional de Lamas; así como su patrimonio cultural, folklórico y turístico.
Otro factor destacado por el que Lamas fue declarada como capital Folklórica de la Amazonía Peruana, se debe a que cuenta con una población nativa permanente heredera de la cultura étnica de los Chancas y Pocras, además de los motilones;  expresiones culturales de la época prehispánica y , portadoras a través del tiempo de prácticas folklóricas y culturales que constituyen una fuente viva para recomponer el pasado y afirmar la fortaleza de la identidad del pueblo Lamista en común con las regiones herenderas de esa tradición y folklor como Ayacucho y algunos pueblos de los andes del sur del Perú.

## Geografía

### Ubicación geográfica
La ciudad de Lamas se encuentra ubicada entre 310 y 814 m s. n. m. en el Departamento de San Martín, a 20 km de distancia de Tarapoto.
La ciudad de Lamas tiene una extensión de 19,89 km2, y una población total de 15 156 habitantes registrados en el censo de Población y Vivienda de 1993.
La ciudad de Lamas tiene por límites a los distritos de:
- Este San Roque de Cumbaza
- Oeste Shanao Río Mayo
- Norte Pinto Recodo
- Sur Rumizapa

Lamas cuenta con 11 Distritos, los centros poblados de San Antonio del Río Mayo, Pamashto y Wayku que a su vez cuenta con 18 caseríos.
- El Mirador
- Alto Shamboyacu
- Alto Pucallpillo
- El Chontal
- Pamashto
- Pampayacu
- Boca de Shamboyacu
- Bellavista
- Cochapata
- Vista Alegre
- Urcupata
- Chirapa
- Shucshuyacu
- Yurilamas
- Pallasco
- El Naranjal
- Chunchihui
- HuapoChololón

### Relieve
La ciudad de Lamas presenta un particular relieve conformado por tres mesetas claramente distinguidas que caracterizan a la denominación "Ciudad de los tres pisos naturales", donde desarrolla todas sus actividades cotidianas. Denominación que se debe a la lúcida mente del Sabio Antonio Raimondi.

### Clima
Esta localidad se caracteriza por su clima tropical y temperaturas de promedio de 21 a 23 °C durante todo el año, respecto a las estaciones, en verano se caracteriza por sus temperaturas suaves y el clima húmedo de la zona, mientras que en invierno es frecuente sus precipitaciones.

## Clima
| Parámetros climáticos promedio de Lamas | Parámetros climáticos promedio de Lamas | Parámetros climáticos promedio de Lamas | Parámetros climáticos promedio de Lamas | Parámetros climáticos promedio de Lamas | Parámetros climáticos promedio de Lamas | Parámetros climáticos promedio de Lamas | Parámetros climáticos promedio de Lamas | Parámetros climáticos promedio de Lamas | Parámetros climáticos promedio de Lamas | Parámetros climáticos promedio de Lamas | Parámetros climáticos promedio de Lamas | Parámetros climáticos promedio de Lamas | Parámetros climáticos promedio de Lamas |
| Mes                                     | Ene.                                    | Feb.                                    | Mar.                                    | Abr.                                    | May.                                    | Jun.                                    | Jul.                                    | Ago.                                    | Sep.                                    | Oct.                                    | Nov.                                    | Dic.                                    | Anual                                   |
| --------------------------------------- | --------------------------------------- | --------------------------------------- | --------------------------------------- | --------------------------------------- | --------------------------------------- | --------------------------------------- | --------------------------------------- | --------------------------------------- | --------------------------------------- | --------------------------------------- | --------------------------------------- | --------------------------------------- | --------------------------------------- |
| Temp. media (°C)                        | 24                                      | 23.9                                    | 23.9                                    | 23.7                                    | 23.9                                    | 23.4                                    | 23.1                                    | 22.9                                    | 23.9                                    | 24.3                                    | 24.5                                    | 24.8                                    | 23.9                                    |
| Temp. mín. media (°C)                   | 18.6                                    | 18.7                                    | 18.7                                    | 18.5                                    | 18.3                                    | 17.6                                    | 17.2                                    | 16.6                                    | 18.2                                    | 18.7                                    | 19.1                                    | 19.5                                    | 18.3                                    |
| Fuente: climate-data.org                |                                         |                                         |                                         |                                         |                                         |                                         |                                         |                                         |                                         |                                         |                                         |                                         |                                         |

## Riqueza étnica
Después de la Conquista española, parte de la población natural fue hacia los espacios periféricos de la nueva ciudad donde formaron su espacio residencial de acuerdo a sus costumbres y ancestros.
Hoy en día el principal centro étnico es el poblado menor Quechua Wuayku, también denominado como el Barrio del Wayku, el cual se encuentra próximo a la zona urbana de Lamas. En el barrio del Wayku se encuentra un gran grupo étnico de lengua quechua lamista, donde además desarrollan sus actividades festivas y familiares. 
A partir de 1996, el Estado creó territorios comunales, pertenecientes a las comunidades nativas, entregando así títulos de propiedad a nombre del Estado. Los Quechua pertenecientes a estos territorios comunales acuden a la ciudad de Lamas para utilizar a la misma como su lugar de referencia de intercambio comercial y de interrelación con la población no quechua.